# Saxtead
Saxtead – wieś w Anglii, w hrabstwie Suffolk, w dystrykcie East Suffolk. Leży 23 km na północny wschód od miasta Ipswich i 129 km na północny wschód od Londynu.